# Libor Turek
Libor Turek (* 5. února 1971 Ústí nad Labem) je český politik, od října 2021 poslanec Poslanecké sněmovny PČR. Povoláním je ekonom, výkonný ředitel Dopravního podniku města Ústí nad Labem. V letech 2006 až 2018 byl zastupitelem města Ústí nad Labem (z toho v letech 2006 až 2010 náměstek primátora), v letech 2006 až 2018 zastupitelem městského obvodu Ústí nad Labem-město (z toho v letech 2010 až 2014 prvním místostarostou městského obvodu). Je členem ODS.

## Život
Na základní školu chodil ve Velkém Březně, následně v letech 1985 až 1989 absolvoval Gymnázium Jateční v Ústí nad Labem. Poté v letech 1989 až 1994 vystudoval Národohospodářskou fakultu Vysoké školy ekonomické v Praze (získal titul Ing.). Doktorské studium (konkrétně obor podniková ekonomika a management) absolvoval na Fakultě podnikohospodářské VŠE v Praze v roce 2004, kdy získal titul Ph.D. Je také absolventem jazykové školy GERMA v Ústí nad Labem.
V roce 2006 krátce pracoval jako fundraiser pro PPI v Ústí nad Labem. V letech 2006 až 2012 působil jako člen představenstva Dopravního podniku města Ústí nad Labem (z toho v letech 2010 až 2012 jako předseda představenstva), od roku 2015 je jeho výkonným ředitelem a opět i členem představenstva. Mezi lety 2015 a 2019 byl navíc i členem dozorčí rady dopravního podniku. Dále byl též v letech 2006 až 2010 členem představenstva poskytovatele telekomunikačních služeb Metropolnet (z toho v letech 2009 až 2010 jako místopředseda představenstva).
Libor Turek žije ve městě Ústí nad Labem, konkrétně v části Ústí nad Labem-centrum. K jeho zálibám patří kromě rodiny také sport, především cyklistika, fotbal, hokej a rekreační běh v přírodě. Je milovníkem četby knih.

## Politické působení
V komunálních volbách v roce 2006 byl zvolen jako člen ODS zastupitelem městského obvodu Ústí nad Labem-město. Ve volbách v roce 2010 mandát zastupitele MO obhájil, navíc se v listopadu 2010 stal 1. místostarostou městského obvodu. Také ve volbách v roce 2014 byl zvolen zastupitelem městského obvodu, opustil však funkci místostarosty MO. Ve volbách v roce 2018 kandidoval již jen symbolicky na předposledním místě kandidátky, zvolen nebyl. V komunálních volbách v roce 2022 neúspěšně kandidoval do Zastupitelstva městského obvodu Ústí nad Labem-město ze 17. místa kandidátky ODS.
V komunálních volbách v roce 2006 byl za ODS rovněž zvolen zastupitelem města Ústí nad Labem, v listopadu 2006 se navíc stal ekonomickým náměstkem primátora města. Ve volbách v roce 2010 mandát zastupitele města obhájil, opustil však post náměstka primátora. Ve volbách v roce 2014 byl kandidátem ODS na post primátora města. Této funkce nedosáhl, ale mandát zastupitele města obhájil. Kandidoval i ve volbách v roce 2018, ale tentokrát již neuspěl. V komunálních volbách v roce 2022 neúspěšně kandidoval do zastupitelstva Ústí nad Labem z 8. místa kandidátky ODS.
V krajských volbách v roce 2008 kandidoval za ODS do Zastupitelstva Ústeckého kraje, ale neuspěl.
Ve volbách do Poslanecké sněmovny PČR v roce 2010 kandidoval za ODS v Ústeckém kraji, ale neuspěl. Ve volbách do Poslanecké sněmovny PČR v roce 2021 kandidoval z pozice člena ODS na 2. místě kandidátky koalice SPOLU (tj. ODS, KDU-ČSL a TOP 09) v Ústeckém kraji a byl zvolen poslancem. Získal 4 183 preferenčních hlasů.
Ve volbách do Poslanecké sněmovny PČR v roce 2025 kandiduje z pozice člena ODS na 3. místě kandidátky koalice SPOLU (tj. ODS, KDU-ČSL a TOP 09) v Ústeckém kraji.